# Svetozar Popović
Pour les articles homonymes, voir Popović.
Svetozar Popović (ou Popovici), dit « Kika » (en serbe cyrillique : Светозар Поповић), né le 6 février 1902 à Kragujevac (Serbie) et mort le 26 octobre 1985 à Belgrade, est un footballeur serbe, international roumain, devenu entraîneur.

## Carrière
Fils de militaire, Popović se trouve envoyé à Rome pour ses études pendant le conflit de la Première Guerre mondiale. Il y rencontre d'anciens joueurs du SK Soko de Belgrade qu'il rejoint au sein du Soko pro Roma, une équipe de football qui fait parler d'elle fin 1918. À son retour à Belgrade quelques mois plus tard, Popović s'inscrit au BSK où il joue plusieurs saisons comme défenseur latéral. En plus de ses qualités de footballeur, il est également un bon athlète, détenteur pendant plusieurs années du record de Yougoslavie au 100 mètres avec un temps de 11,0 secondes.
En 1924, Popović est recruté par la Juventus Bucureşti, un club qui vient d'être lancé. Il se trouve sélectionné en équipe nationale de Roumanie en 1925. Après deux saisons à la Juventus il rejoint le Venus FC Bucarest, qui remporte le championnat de Roumanie en 1929. 
Il revient dans son pays natal en 1929 et arrête sa carrière l'année suivante. Il devient responsable technique du BSK Belgrade, qu'il convertit à la tactique en vogue du WM, qui remporte le championnat de Yougoslavie à cinq reprises dans les années 1930. Il est nommé à trois reprises à la tête de l'équipe de Yougoslavie de football entre 1937 et 1941, en alternance avec Boško Simonović, dirigeant un total de 16 matchs. 
Engagé pendant la Guerre, il est capturé et emprisonné en Allemagne. À son retour, entre 1948 et 1960, il devient à plusieurs reprises nommé directeur technique (Tehnicki rukovodioci) de l'Étoile rouge de Belgrade, le grand club de la ville lancé après guerre.